# William B. Pine

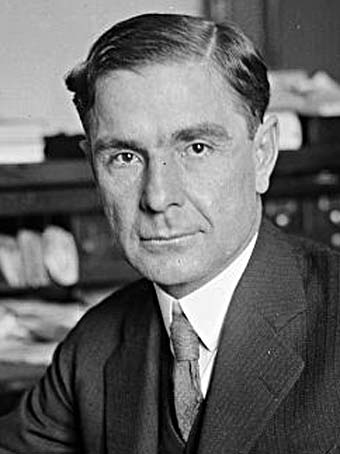
William B. Pine

William Bliss Pine (* 30. Dezember 1877 in Bluffs, Scott County, Illinois; † 25. August 1942 in Okmulgee, Oklahoma) war ein US-amerikanischer Politiker (Republikanische Partei), der den Bundesstaat Oklahoma im Senat der Vereinigten Staaten vertrat.
Nach dem Besuch der öffentlichen Schule arbeitete Pine zunächst selbst als Lehrer. Später war er als Mähdrescherverkäufer tätig, ehe er nach Chanute in Kansas umzog, wo er eine Beschäftigung in der Ölbranche fand. 1904 zog er nach Oklahoma weiter, wo er sich 1909 in Okmulgee niederließ und sich weiterhin intensiv in der Erdölproduktion engagierte.
Im Jahr 1924 wurde William B. Pine für die Republikaner in den US-Senat gewählt, wo er seinen Sitz am 4. März 1925 einnahm; er folgte dem Demokraten Robert L. Owen. 1930 trat Pine zur Wiederwahl an, unterlag jedoch dem Demokraten Thomas Pryor Gore und schied folglich am 3. März 1931 aus dem Kongress aus.
Pine widmete sich in der Folge wieder seinen geschäftlichen Aktivitäten. 1934 unternahm er einen Anlauf zur Rückkehr in die Politik, verlor aber die Wahl zum Gouverneur von Oklahoma. 1942 wurde er noch einmal von seiner Partei als Kandidat für den Senat aufgestellt, doch er starb noch vor der Wahl.